# Roullée
Roullée est une ancienne commune française, située dans le département de la Sarthe en région Pays de la Loire, peuplée de 246 habitants.
Elle a fusionné le 1er janvier 2015 avec cinq autres communes, sous le régime juridique des communes nouvelles instauré par la loi no 2010-1563 du 16 décembre 2010 de réforme des collectivités territoriales pour créer la commune nouvelle de Villeneuve-en-Perseigne, dont elle est devenue une commune déléguée.
La commune fait partie de la province historique du Maine.

## Géographie
La commune est située aux confins de trois régions historiques, le comté du Maine, le comté du Perche et la Normandie.
Aujourd'hui, la commune est située à la limite du département de l'Orne, et fait partie du parc naturel régional Normandie-Maine. Elle se trouve par ailleurs à quelques kilomètres à l'ouest du parc naturel régional du Perche.
| Les Ventes-de-Bourse (Orne), Le Ménil-Broût (Orne) | Saint-Léger-sur-Sarthe (Orne) | Barville (Orne)      |
| La Fresnay-sur-Chedouet                            | Roullée                       | Blèves               |
| La Fresnay-sur-Chedouet                            | Louzes                        | Blèves, Les Aulneaux |

## Toponymie
Roullée, Ruvolers en 1033-1036, Rohelers en 1144, Rolers en 1145 : le toponyme serait issu de l'anthroponyme germanique Rubo et du substantif germanique lar, « clairière ».
Le gentilé est Roulléen.

## Politique et administration
| Période                                  | Période       | Identité        | Étiquette | Qualité           |
| ---------------------------------------- | ------------- | --------------- | --------- | ----------------- |
| (avant 2001)                             | mars 2008     | Marcel Barbé    |           |                   |
| mars 2008                                | décembre 2014 | Xavier Monthulé | SE        | Contrôleur URSSAF |
| Les données manquantes sont à compléter. |               |                 |           |                   |

## Population et société

### Démographie
En 2021, la commune comptait 246 habitants. Depuis 2004, les enquêtes de recensement dans les communes de moins de 10 000 habitants ont lieu tous les cinq ans (en 2006, 2011, 2016, etc. pour Roullée) et les chiffres de population municipale légale des autres années sont des estimations.
Roullée a compté jusqu'à 1 153 habitants en 1806.
| 1793  | 1800  | 1806  | 1821  | 1831  | 1836  | 1841 | 1846 | 1851 |
| ----- | ----- | ----- | ----- | ----- | ----- | ---- | ---- | ---- |
| 1 059 | 1 108 | 1 153 | 1 032 | 1 066 | 1 011 | 956  | 910  | 900  |

| 1856 | 1861 | 1866 | 1872 | 1876 | 1881 | 1886 | 1891 | 1896 |
| ---- | ---- | ---- | ---- | ---- | ---- | ---- | ---- | ---- |
| 837  | 800  | 710  | 689  | 685  | 607  | 571  | 539  | 522  |

| 1901 | 1906 | 1911 | 1921 | 1926 | 1931 | 1936 | 1946 | 1954 |
| ---- | ---- | ---- | ---- | ---- | ---- | ---- | ---- | ---- |
| 449  | 431  | 415  | 327  | 307  | 322  | 311  | 313  | 310  |

| 1962 | 1968 | 1975 | 1982 | 1990 | 1999 | 2006 | 2011 | 2016 |
| ---- | ---- | ---- | ---- | ---- | ---- | ---- | ---- | ---- |
| 287  | 280  | 236  | 234  | 198  | 220  | 255  | 245  | 241  |

| 2019 | - | - | - | - | - | - | - | - |
| ---- | - | - | - | - | - | - | - | - |
| 237  | - | - | - | - | - | - | - | - |

### Activité et manifestations
- Fête patronale : 1er dimanche juin.

## Économie
- Agriculture.

## Culture locale et patrimoine

### Lieux et monuments

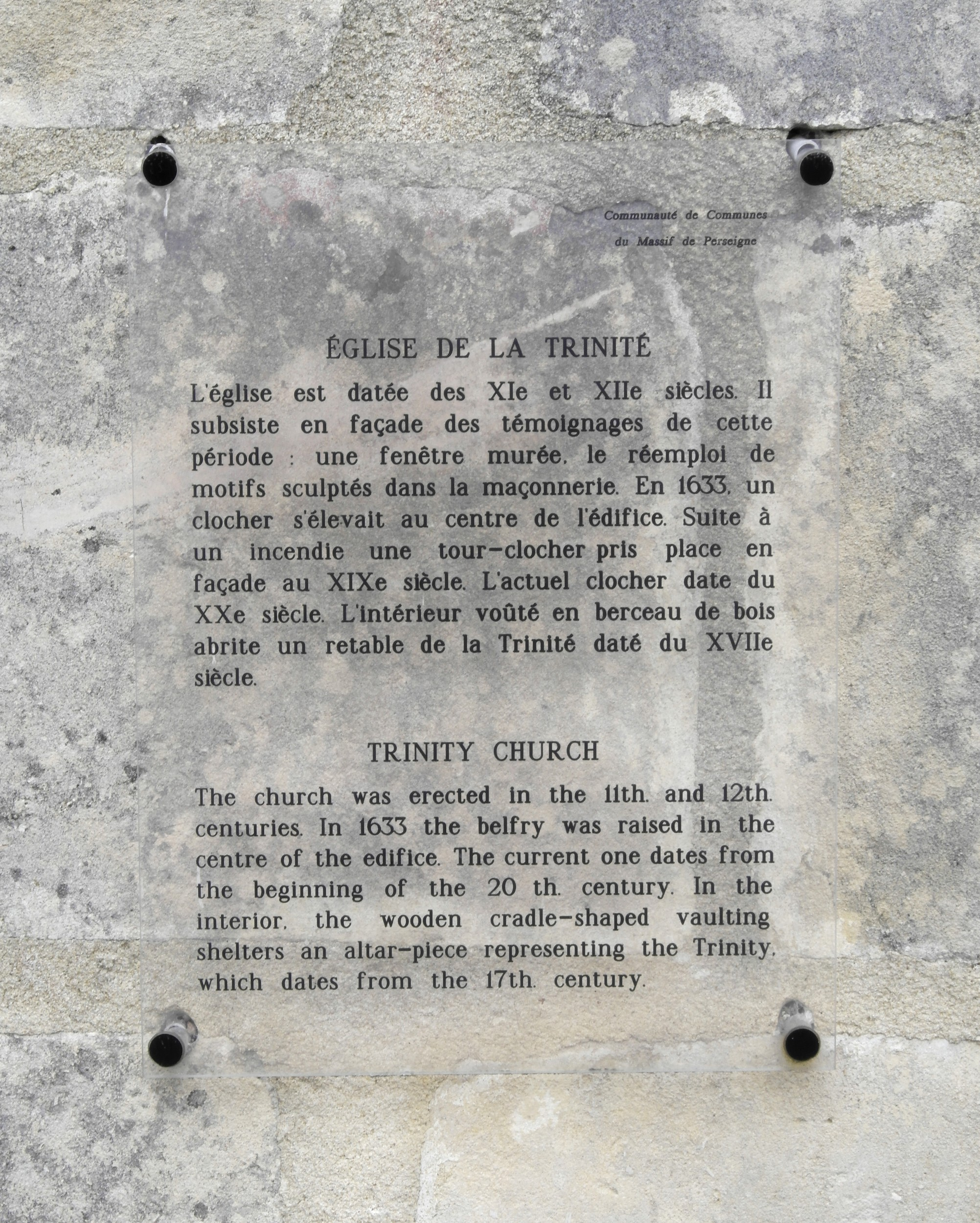
Plaque de l'église de la Trinité.

- Église de la Trinité des XIe et XIIe siècles, remaniée aux XIXe et XXe siècles[10]. Statuaire et retable du XVIIe.
- Manoir de la Garenne du XVe, typique du Perche.
- Manoir de la Loge du XVe.